# Niccolò e Matteo Polo
Niccolò Polo (Italian: [nikkoˈlɔ pˈpɔːlo], Venetian: [nikoˈɰɔ ˈpolo]; 1230 - c. 1294) [nota 1] e Maffeo Polo (c. 1230 - c. 1309) [nota 2] foram os mercadores italianos mais conhecidos como pai e tio, respectivamente, do explorador Marco Polo. Os irmãos entraram em actividade antes do nascimento de Marco, estabeleceram postos comerciais em Constantinopla, Sudak na Crimeia e na parte ocidental do Império Mongol na Ásia. Como dupla, chegaram à China dos dias atuais, antes de retornarem temporariamente à Europa para entregar uma mensagem ao papa. Levando o filho de Niccolò, Marco, com eles, os Polos fizeram outra jornada pela Ásia, que se tornou o tema do relato de Marco As Viagens de Marco Polo.